# スカースデイル (曲)
「スカースデイル」は、UNISON SQUARE GARDENの4thシングル。2010年11月24日にトイズファクトリーより発売された。

## 概要
前作「cody beats」より約9ヶ月ぶりのシングル。アルバム『JET CO.』リリース後1作目のシングルであり、そこから引き続きプロデューサーに佐久間正英を迎えている。
3～8トラックには、新代田FEVERにて開催されたシークレットライブ「"JET CO." TOUR 2010 ～an extended session～」のライブ音源が収録されている。

## 楽曲について
スカースデイル
田淵以外のメンバーが作詞・作曲を担当した初の楽曲。MVには山本花織が出演している。
「スカースデイル」は、アメリカ合衆国・ニューヨーク州にある斎藤の生まれ故郷の地名。
カウンターアイデンティティ

音源化の前は「神に背く」というタイトルだった。一時期は「少し黙ってろ」とも。
カップリング曲ではあるが、タイアップが付いたことにより、3rdアルバム『Populus Populus』に収録された。

## 収録曲
| 全編曲: UNISON SQUARE GARDEN。 | |            |       |
| #                              | タイトル | 作詞・作曲 | 時間  |
| 1.                             | 「スカースデイル」                                                                                          | 斎藤宏介   | 4:08  |
| 2.                             | 「カウンターアイデンティティ」(テレビ東京系アニメ『ソウルイーター リピートショー』オープニングテーマ)       | 田淵智也   | 4:09  |
| 3.                             | 「マスターボリューム」(LIVE TRACK FROM “JET CO.” TOUR 2010 ~an extended session~@新代田FEVER (2010.06.20))  | 田淵智也   | 3:42  |
| 4.                             | 「5分後のスターダスト」(LIVE TRACK FROM “JET CO.” TOUR 2010 ~an extended session~@新代田FEVER (2010.06.20)) | 田淵智也   | 4:05  |
| 5.                             | 「さよなら第九惑星」(LIVE TRACK FROM “JET CO.” TOUR 2010 ~an extended session~@新代田FEVER (2010.06.20))    | 田淵智也   | 4:29  |
| 6.                             | 「デイライ協奏楽団」(LIVE TRACK FROM “JET CO.” TOUR 2010 ~an extended session~@新代田FEVER (2010.06.20))    | 田淵智也   | 4:01  |
| 7.                             | 「等身大の地球」(LIVE TRACK FROM “JET CO.” TOUR 2010 ~an extended session~@新代田FEVER (2010.06.20))        | 田淵智也   | 5:04  |
| 8.                             | 「アイラブニージュー」(LIVE TRACK FROM “JET CO.” TOUR 2010 ~an extended session~@新代田FEVER (2010.06.20))  | 田淵智也   | 3:39  |
| 合計時間:                      | 合計時間:                                                                                                   | 合計時間:  | 33:17 |